# Camisole (sous-vêtement)
Pour les articles homonymes, voir Camisole.
Une camisole est un sous-vêtement court ou long, avec ou sans manches, qui se portait par-dessus la chemise, sous-vêtement placé au plus près du corps. On appelait aussi historiquement ce vêtement chemisole ou chamisole.

## Histoire
La camisole a été historiquement portée par les hommes comme par les femmes. Sous-vêtement intermédiaire qui permettait de réchauffer la tenue, cette chemisette pouvait être revêtue pour la nuit ou le jour. Pour les hommes la camisole est placée entre la chemise et le pourpoint.
C'est au XVIIIe siècle que la camisole commence à disparaître de la toilette masculine française, bien qu'elle reste très présente dans la tenue vestimentaire du clergé et de la paysannerie.
Comme tout vêtement, la camisole peut être un symbole de statut : la camisole de sacre, en soie cramoisie, est portée par les rois de France (Louis XIII, Louis XIV, ...) lors de la cérémonie. La camisole est ample et fendue à l'avant et l'arrière, comme la chemise en dessous, de manière à pouvoir recevoir l'onction. On voit paraître cette camisole sur certains portraits de Louis XIV, comme celui d'Henri Testelin « Louis XIV protecteur des arts ».
La camisole reste une sous-vêtement qui bien qu'il évolue en taille et en matière, se place toujours en complément ou à la place de la chemise. En 1833 dans un manuel à destination des dames, en été il est recommandé de remplacer la combinaison chemise avec camisole, trop chaude, par une seule chemise de nuit. La camisole reste un vêtement utilisé pour lutter contre le froid ou supplémentaire à la chemise comme vêtement léger.
Avec la généralisation du corset, la camisole est parfois confondue avec ou abandonnée au profit du cache-corset, puis aux alentours de 1870 ou 1880, la camisole désigne un sous-vêtement composé d'un ensemble haut et  jupon ou une veste d'habillement courte.

### Matières

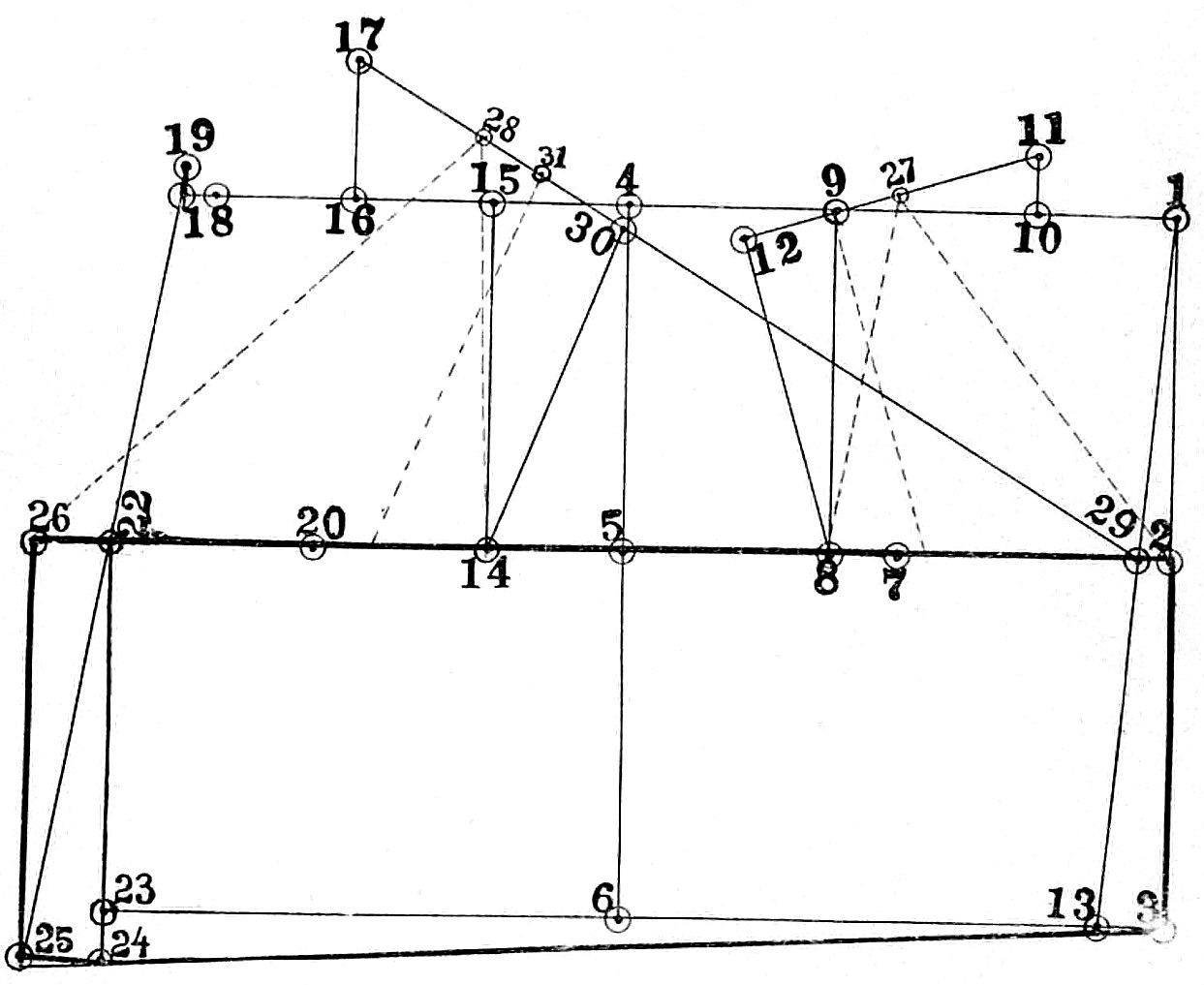
Patron de couture de 1918 pour une camisole féminine.

La camisole quand elle était un sous-vêtement visant à préserver la chaleur corporelle, pouvait être cousue dans n'importe quelle matière : toile, futaine ou ratine, ou plus légère en soie, en coton, etc.
Au XIXe siècle, il est précisé dans un manuel à destination des dames que la camisole se doit d'être blanche. Elle peut par contre être simple ou décorée et le col rabattu ou montant, doublée pour être plus chaude encore,. Comme elle fait partie des éléments de lingerie, au même titre que les jupons, bonnets et chemises, l'étoffe utilisée peut être riche mais doit rester résistante aux fréquents lavages et reprisée régulièrement. La camisole peut être coupée dans la soie, le calico ou la laine.

### Camisole moderne
La camisole a évolué très faiblement jusqu'au XXIe siècle et reste un sous-vêtement, non plus utilisé pour préserver la chaleur corporelle mais pour sa seconde fonction permettant de dissimuler la marque des sous-vêtements, ou habiller une tenue très transparente. À manches courtes ou bretelles spaghetti, non transparente, la camisole est portée sous un déshabillé ; lorsque la camisole est portée seule, avec un matériau translucide ou non, coupée jusqu'en dessous des hanches, on la qualifie de nuisette. En tant que vêtement, elle est parfois appelée débardeur, et désigne un vêtement couvrant le haut du corps jusqu'aux hanches, sans manches.
Au Québec, une camisole est un sous-vêtement féminin ou masculin couvrant le haut du corps mais ne comportant pas de manches. En Suisse romande et en Vallée d'Aoste, le terme désigne également un débardeur. En Provence, c'était un vêtement à manches longues porté sur la chemise pour les femmes. Pour les hommes, c'est une sorte de chemise à longues manches bouffantes.